# هارولد غور
هارولد غور (بالإنجليزية: Harold Gore)‏ هو مدرب كرة سلة أمريكي، ولد في 1891 في كامبريدج في الولايات المتحدة، وتوفي في 4 يونيو 1969 في مقاطعة هامبشاير في الولايات المتحدة.